# Roewe
A Roewe é uma marca de veículos criada pela SAIC Motor da China em 2006. Os veículos Roewe inicialmente possuíam tecnologia baseada e adquirida da extinta marca britânica do Grupo MG Rover. A SAIC foi incapaz de comprar os direitos sobre o nome da marca Rover (que foi obtido pela BMW, subsequentemente vendida para a Ford e por último retornado para a Jaguar Land Rover) e criou a marca Roewe como uma substituição. É vendido na maioria dos mercados de exportação fora da China sob a marca MG.

## Modelos atuais
- Roewe 360/360 Plus
- Roewe 950/e950
- Roewe Clever
- Roewe i5/Ei5
- Roewe i6/ei6/i6 Max/ei6 Max
- Roewe RX3/RX3 Pro
- Roewe RX5/eRX5/ERX5/RX5 Plus
- Roewe RX5 Max
- Roewe Marvel X/Marvel R
- Roewe RX8
- Roewe iMAX8

## Conceitos
- Roewe Wale/Roewe Jing
- Roewe Vision-R

## Modelos descontinuados
- Roewe 750 (2006-2016)
- Roewe 550 (2008-2014)
- Roewe 350 (2010-2014)
- Roewe W5 (2011-2017)
- Roewe E50 (2013-2016)
- Roewe 850 (????-????)

## Galeria de produtos
Modelos antigos

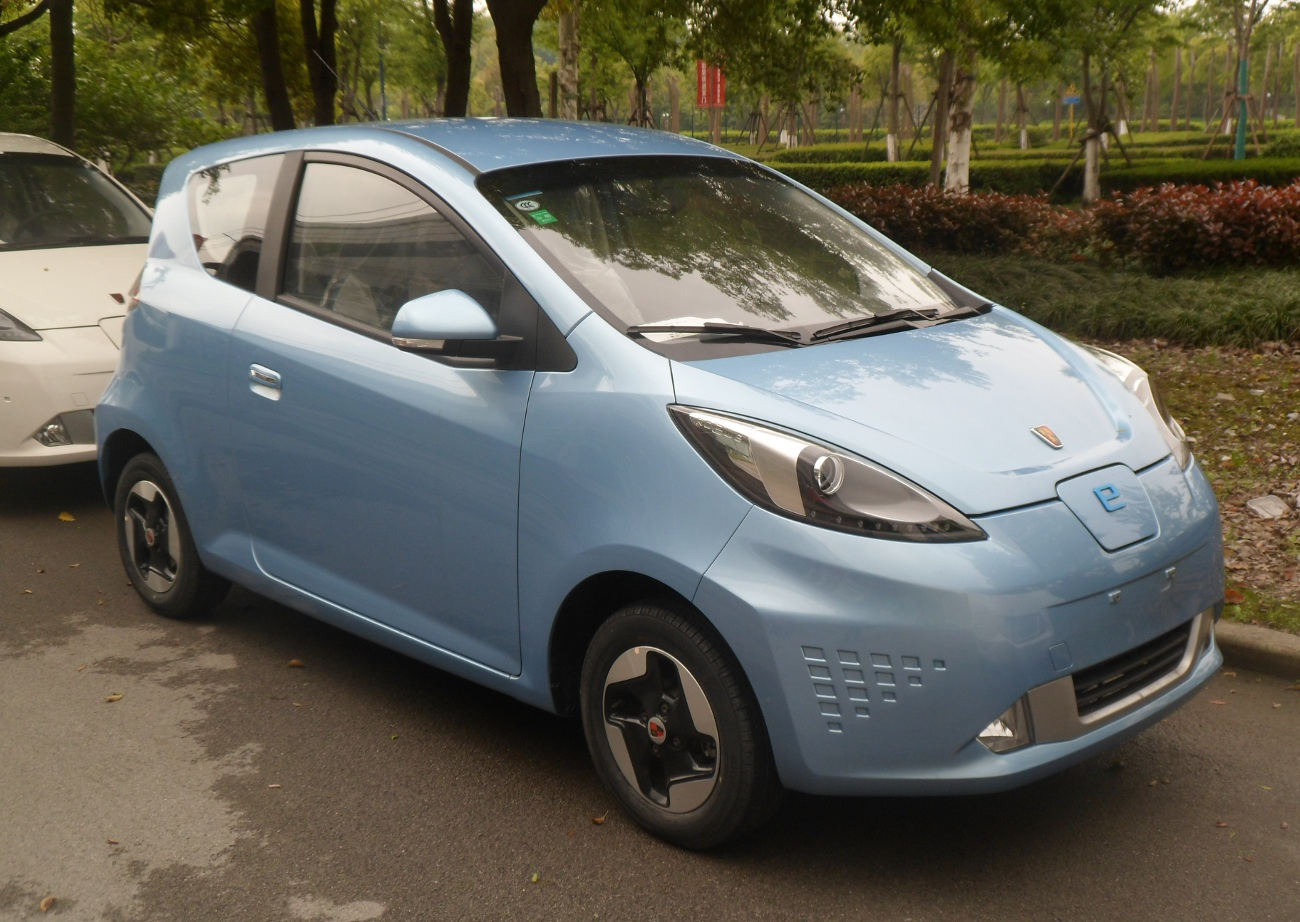
Roewe e50
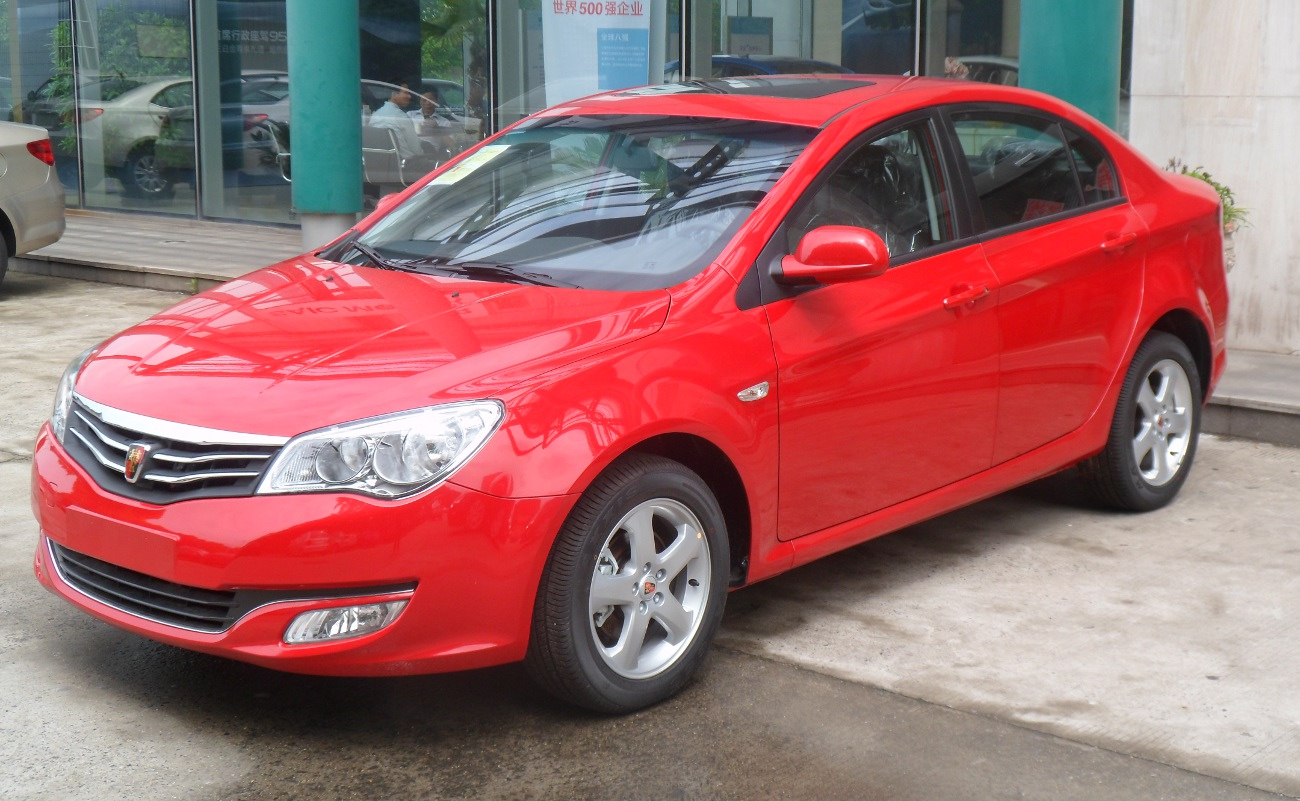
Roewe 350
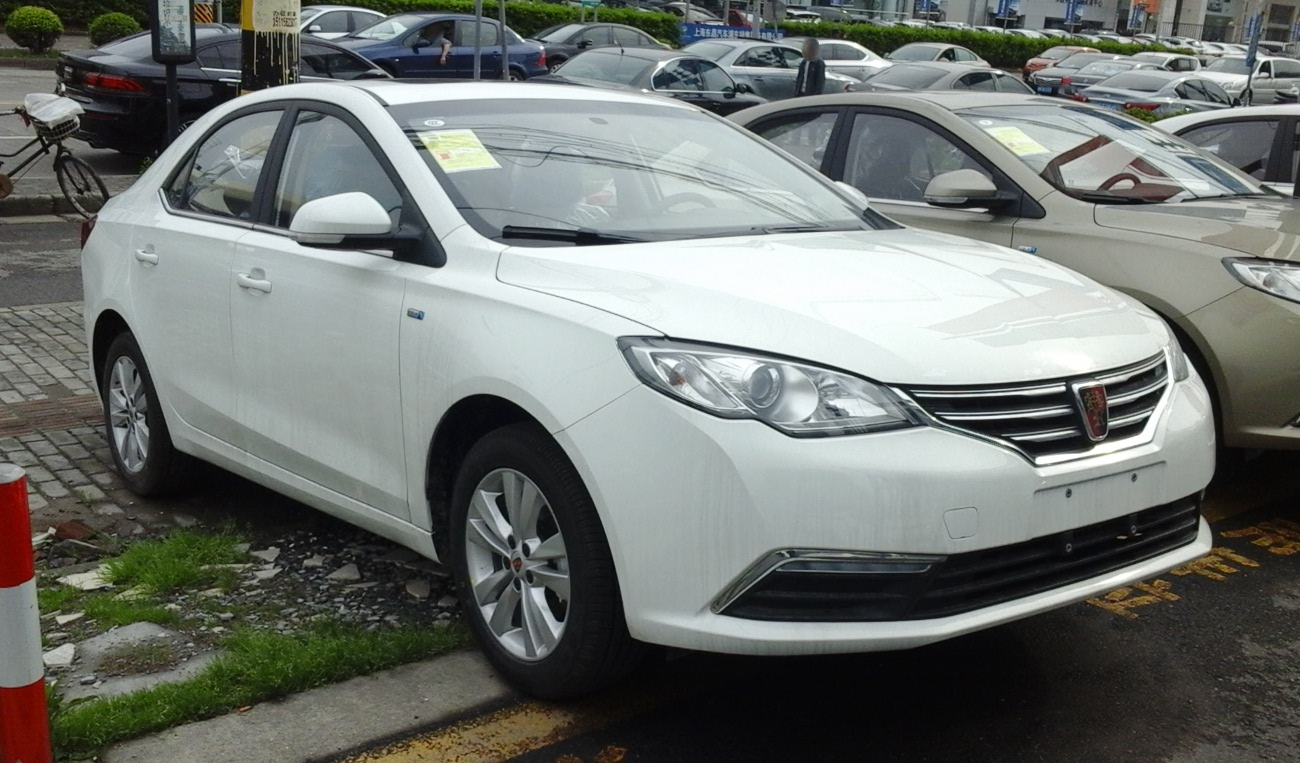
Roewe 360
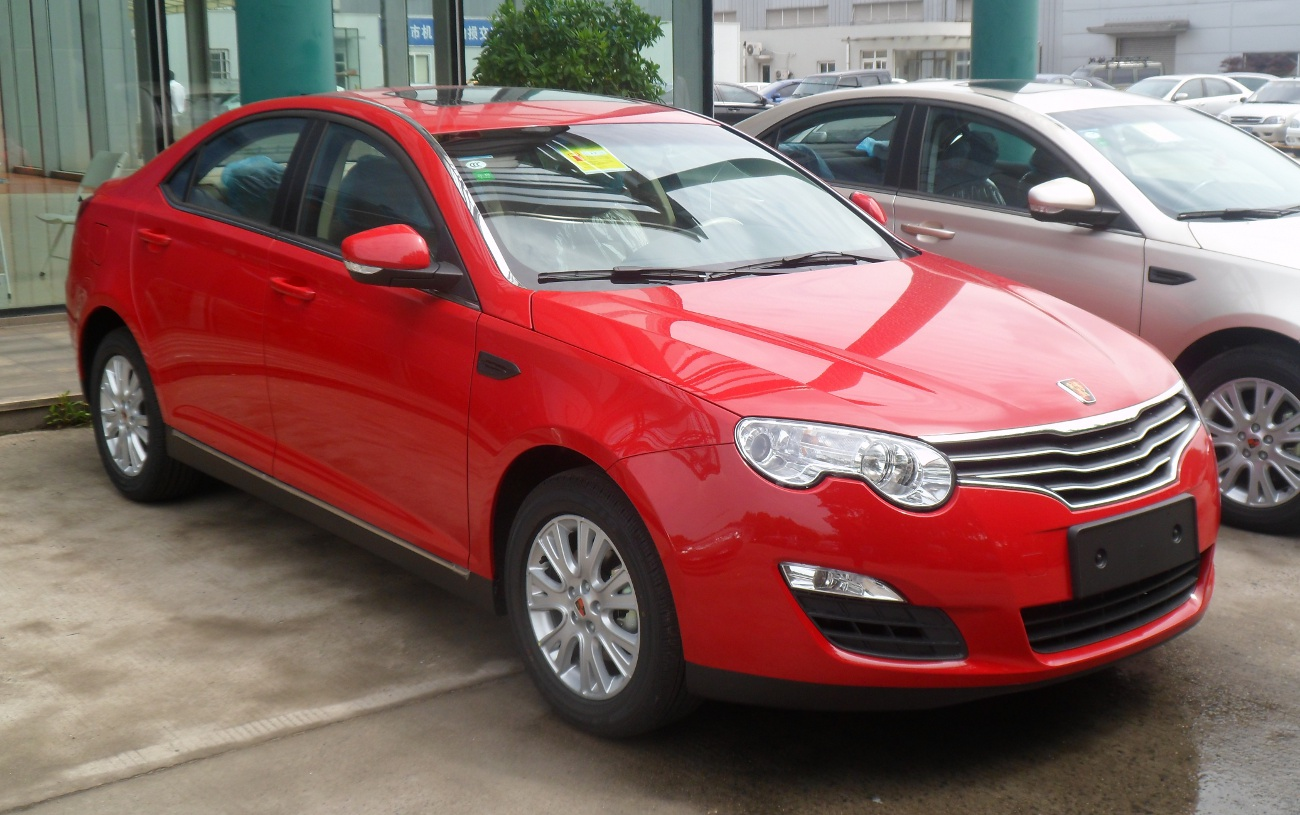
Roewe 550
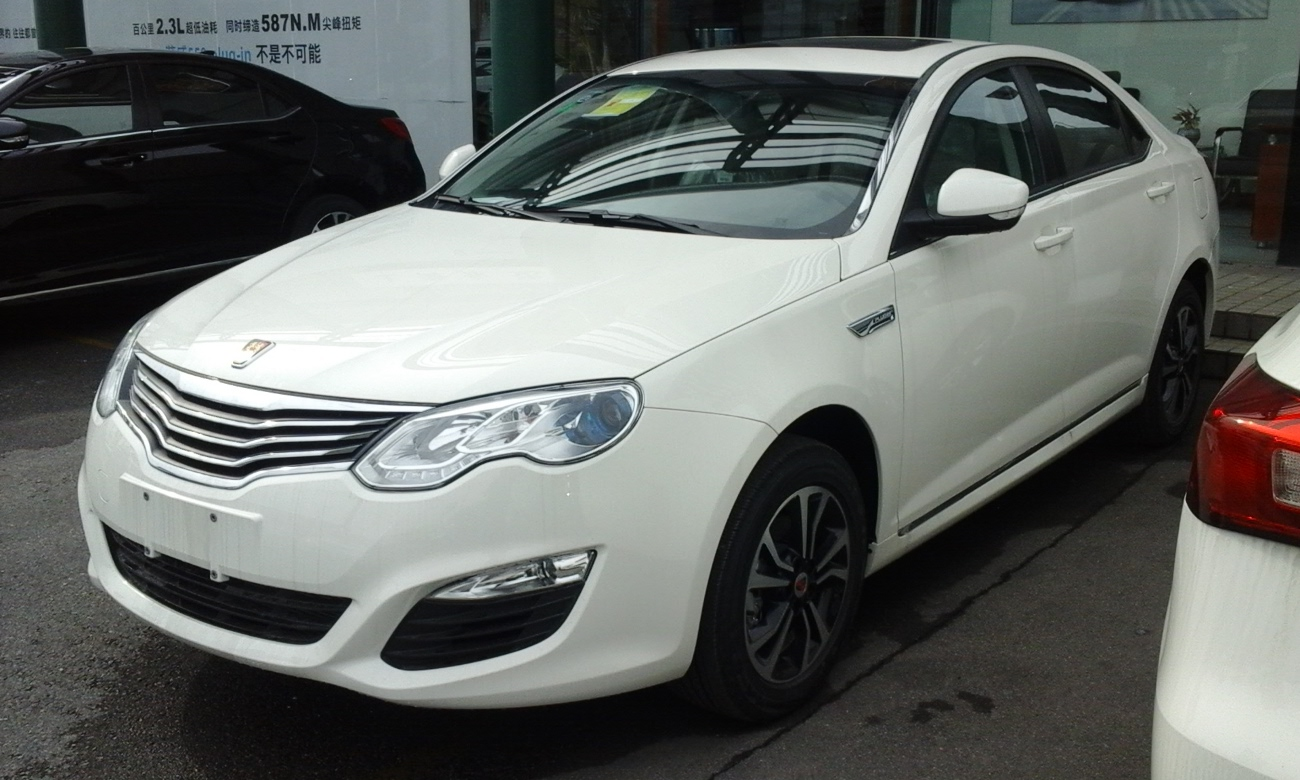
Roewe e550
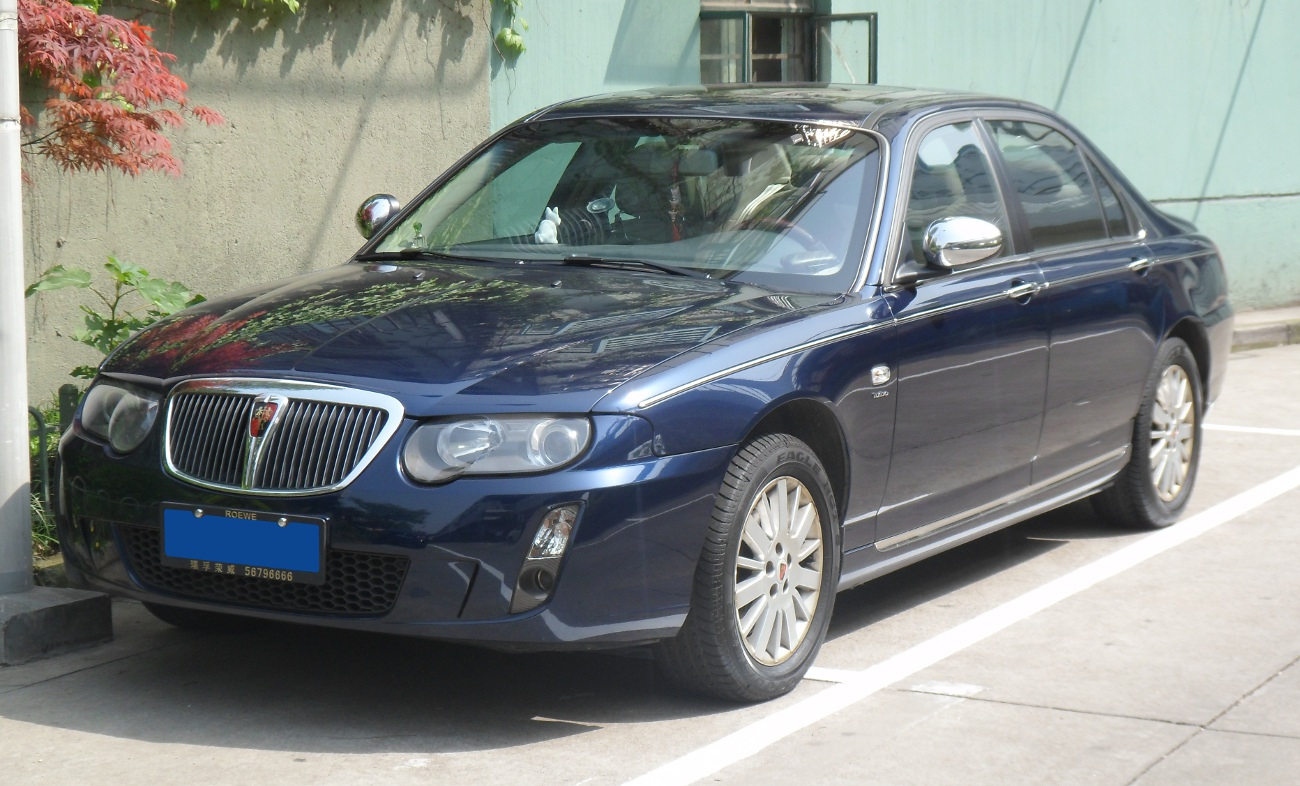
Roewe 750
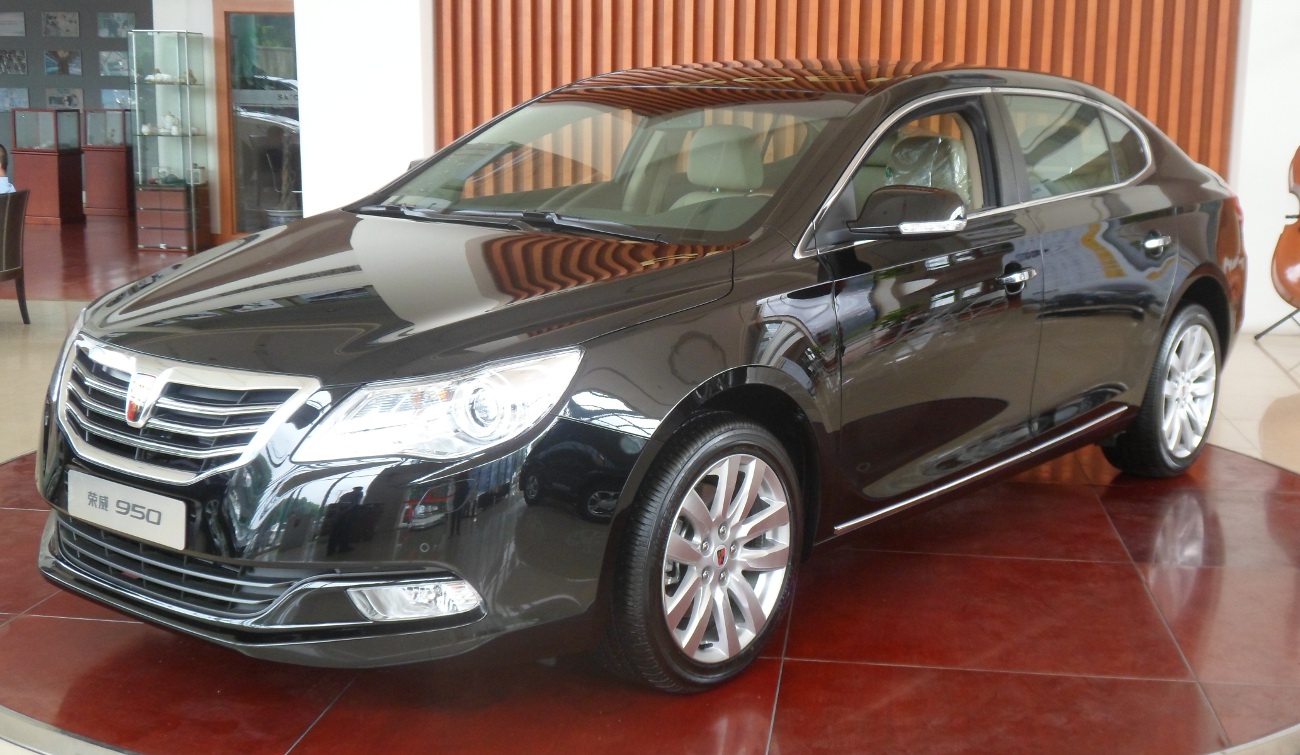
Roewe 950
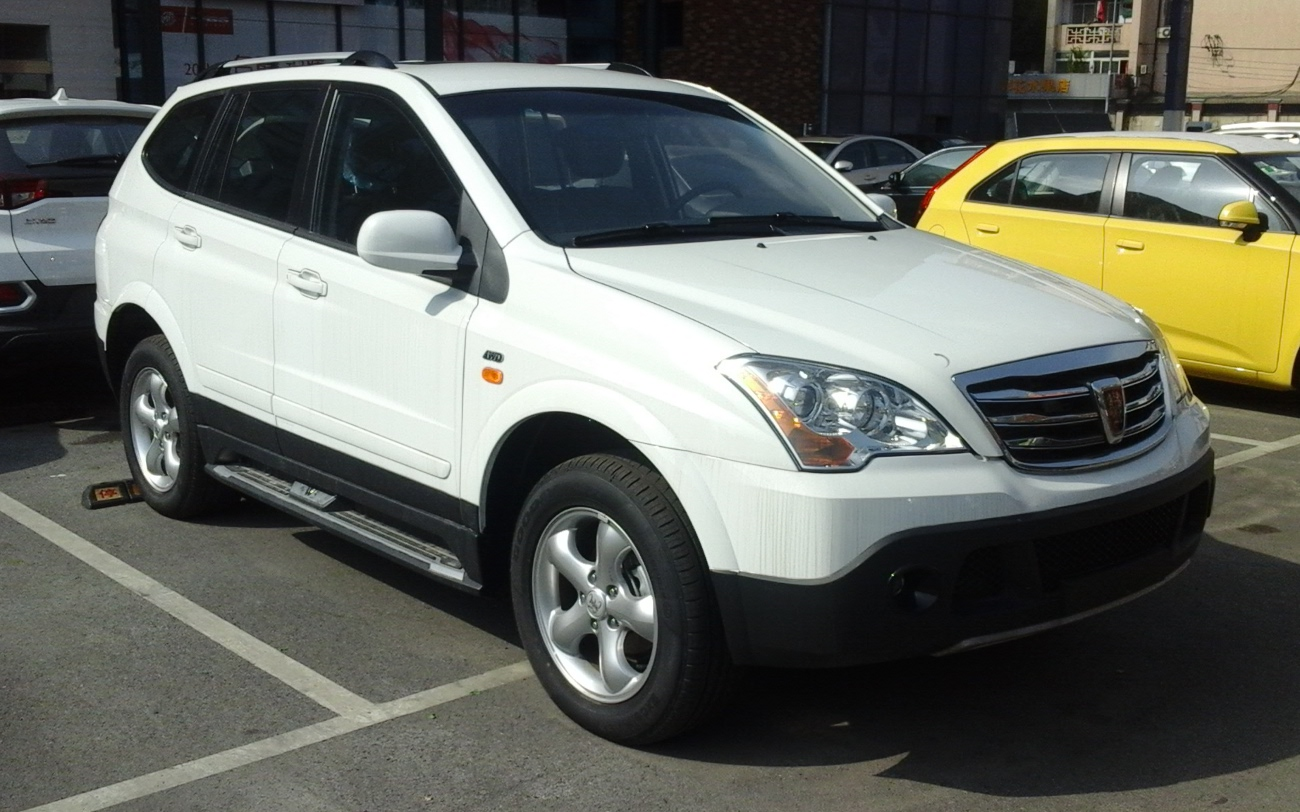
Roewe W5
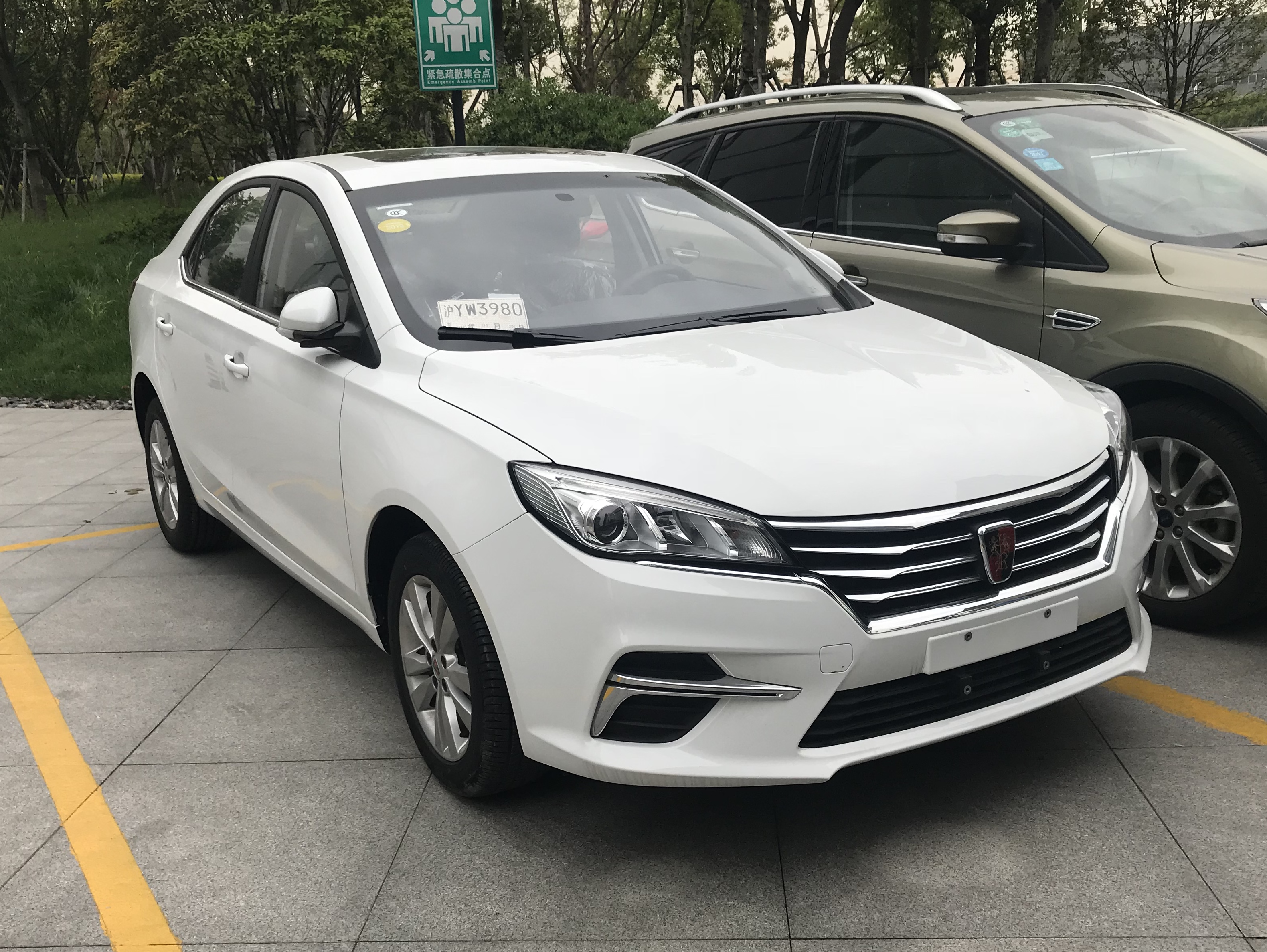
Roewe 360 Plus
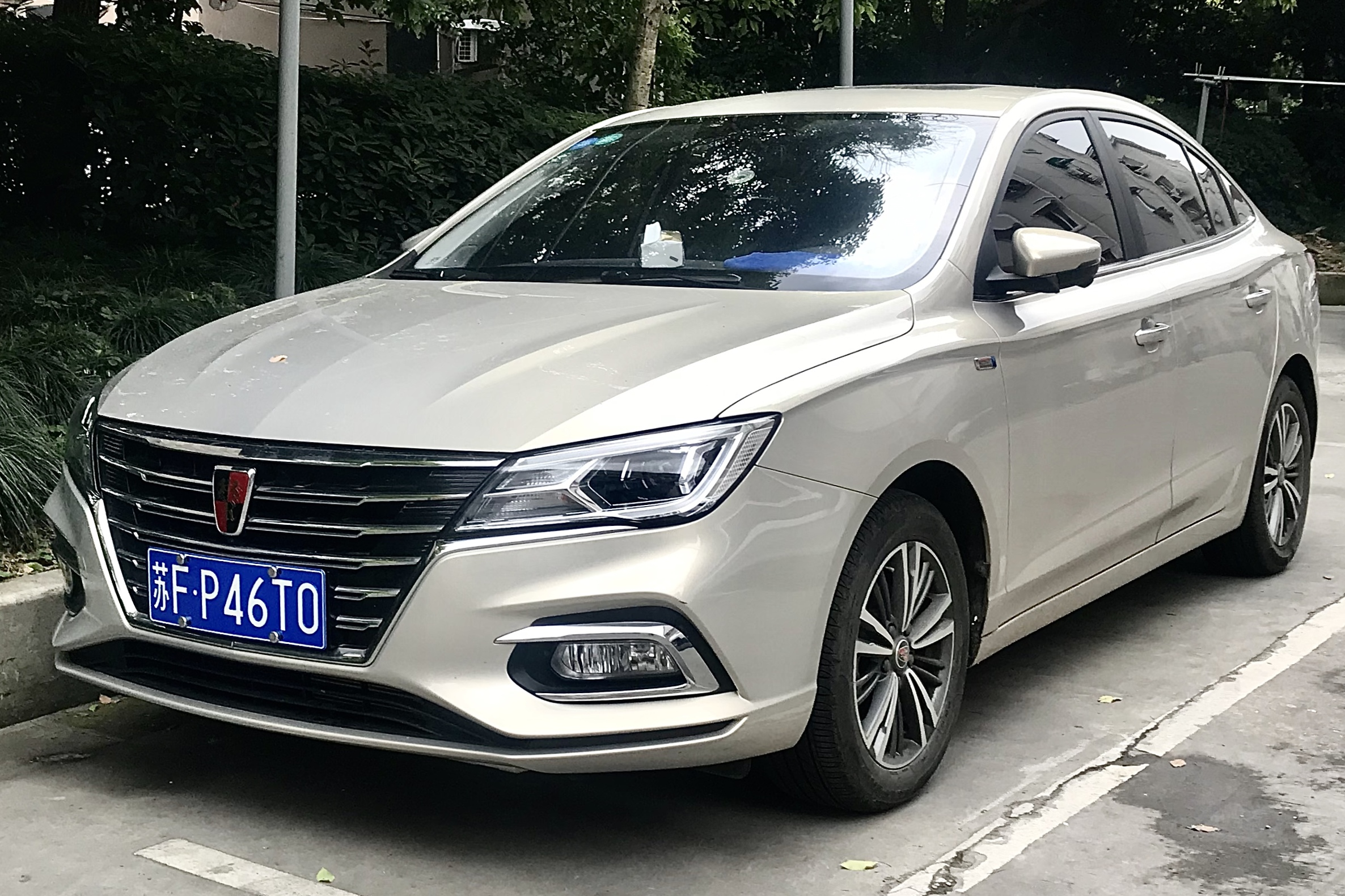
Roewe i5
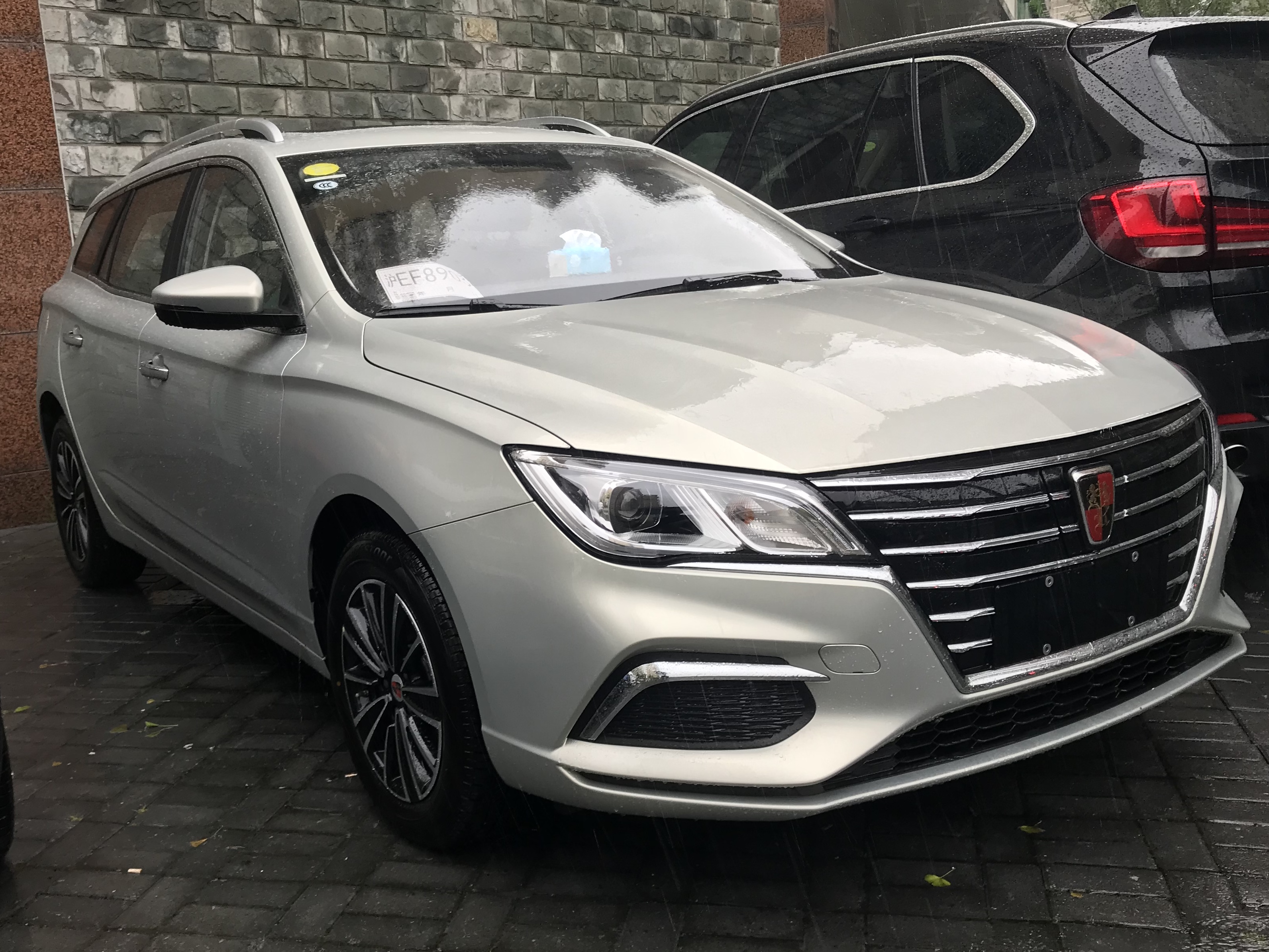
Roewe Ei5
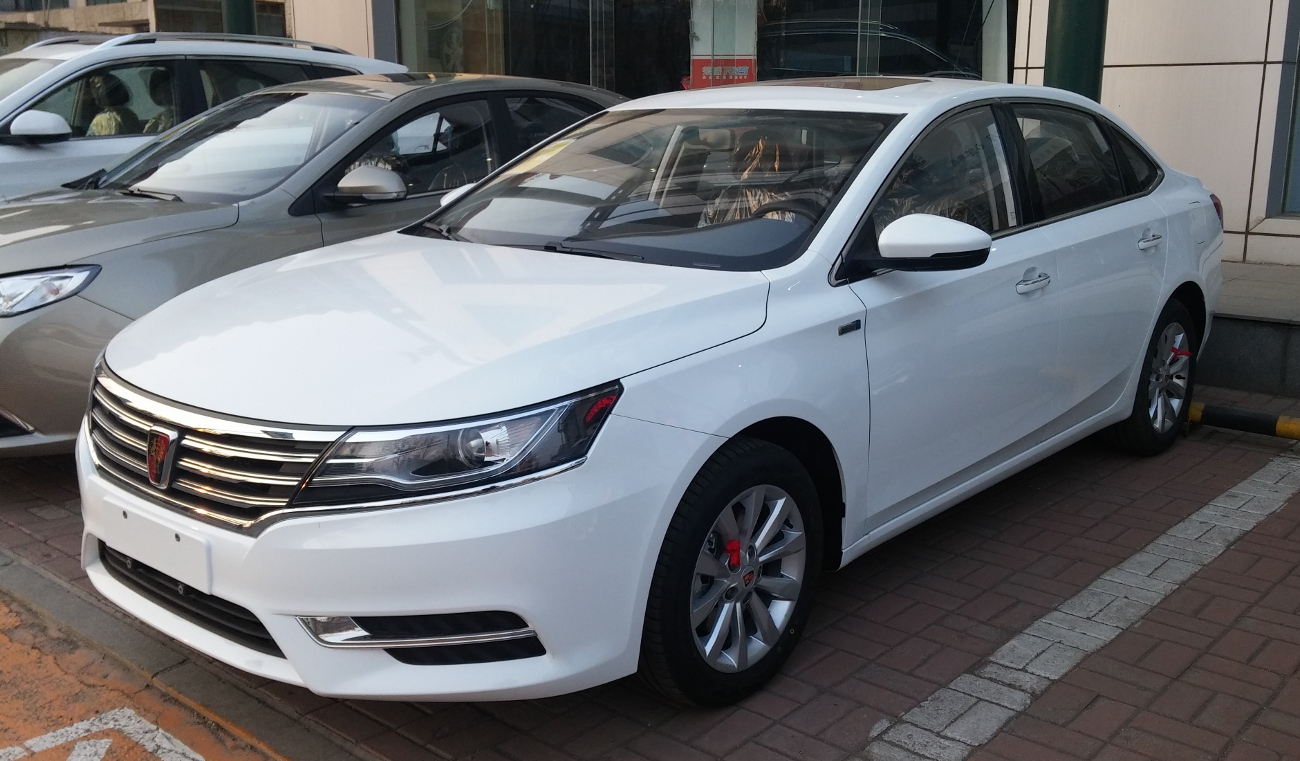
Roewe i6
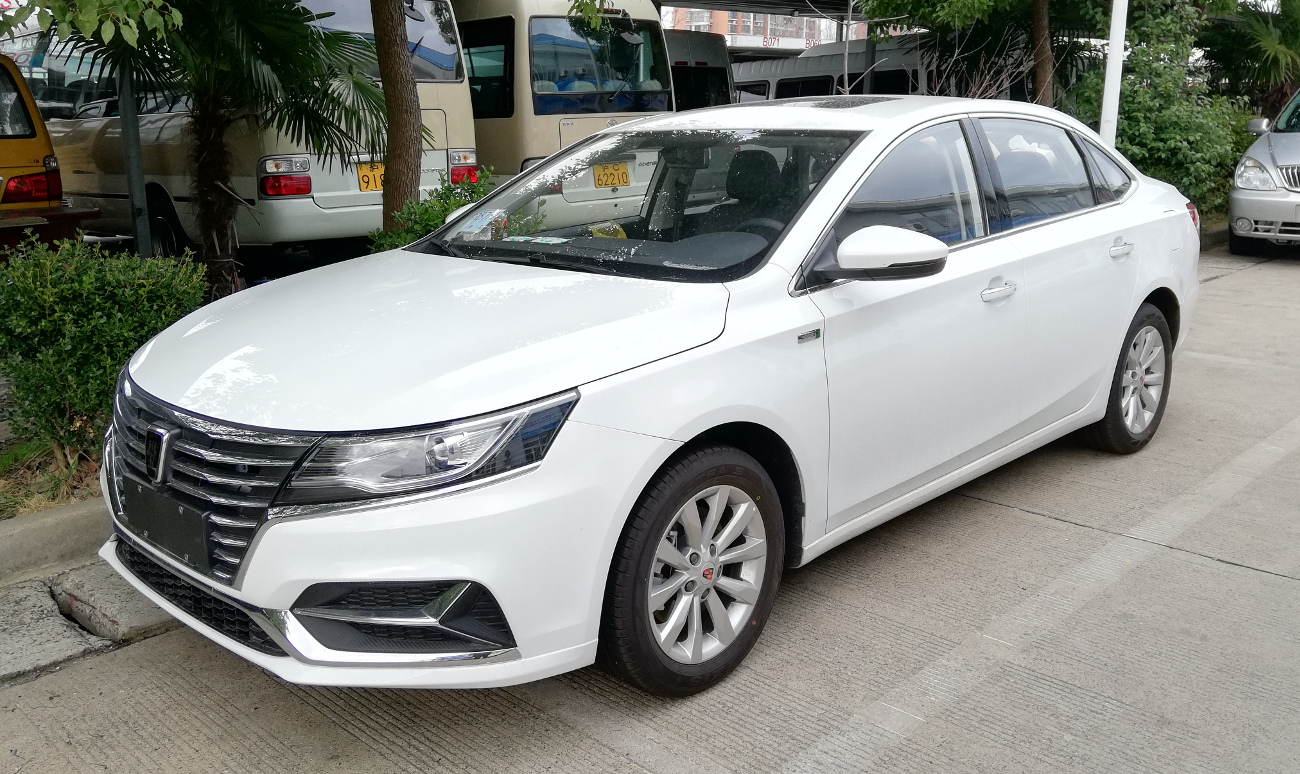
Roewe ei6
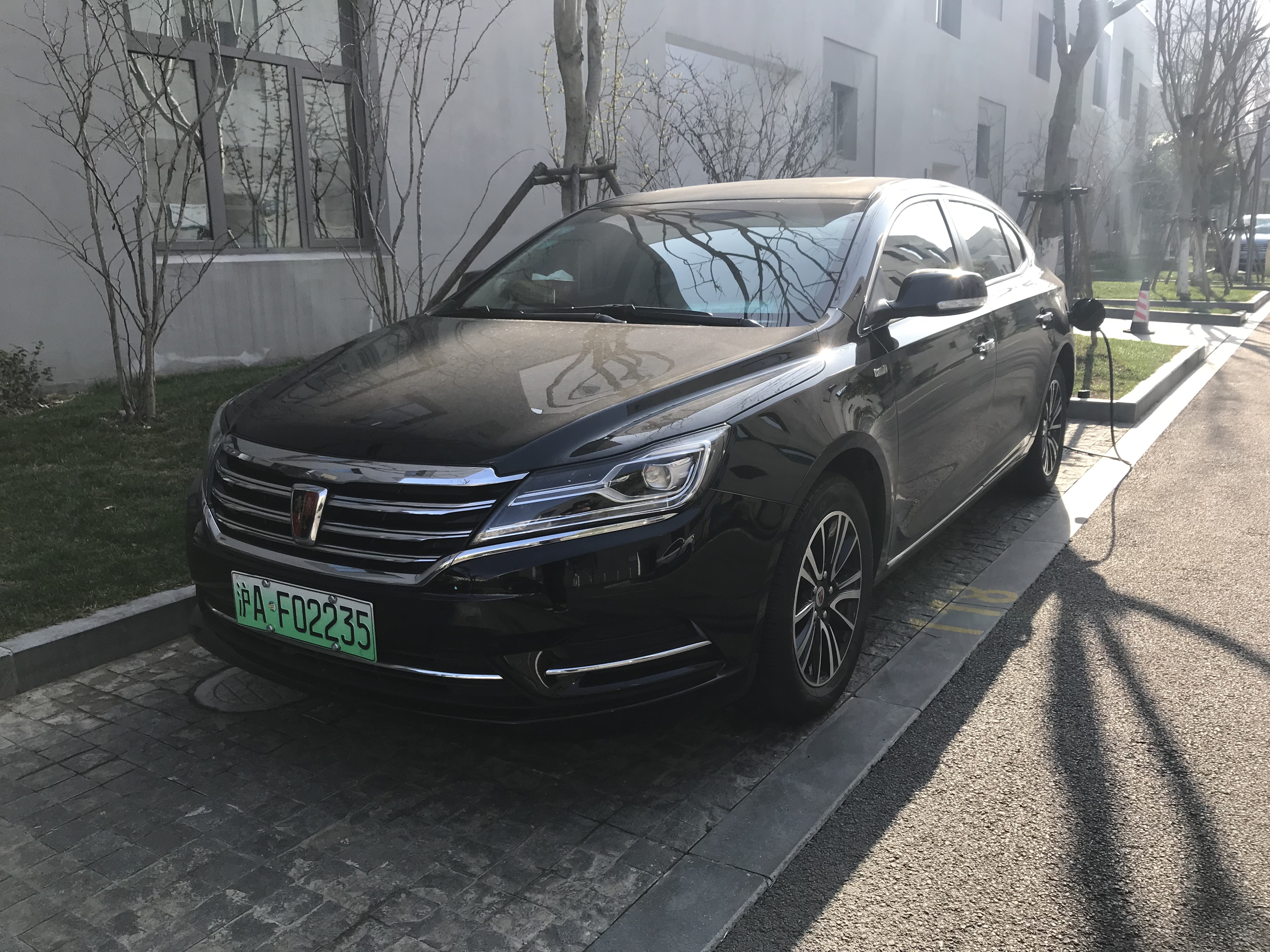
Roewe e950
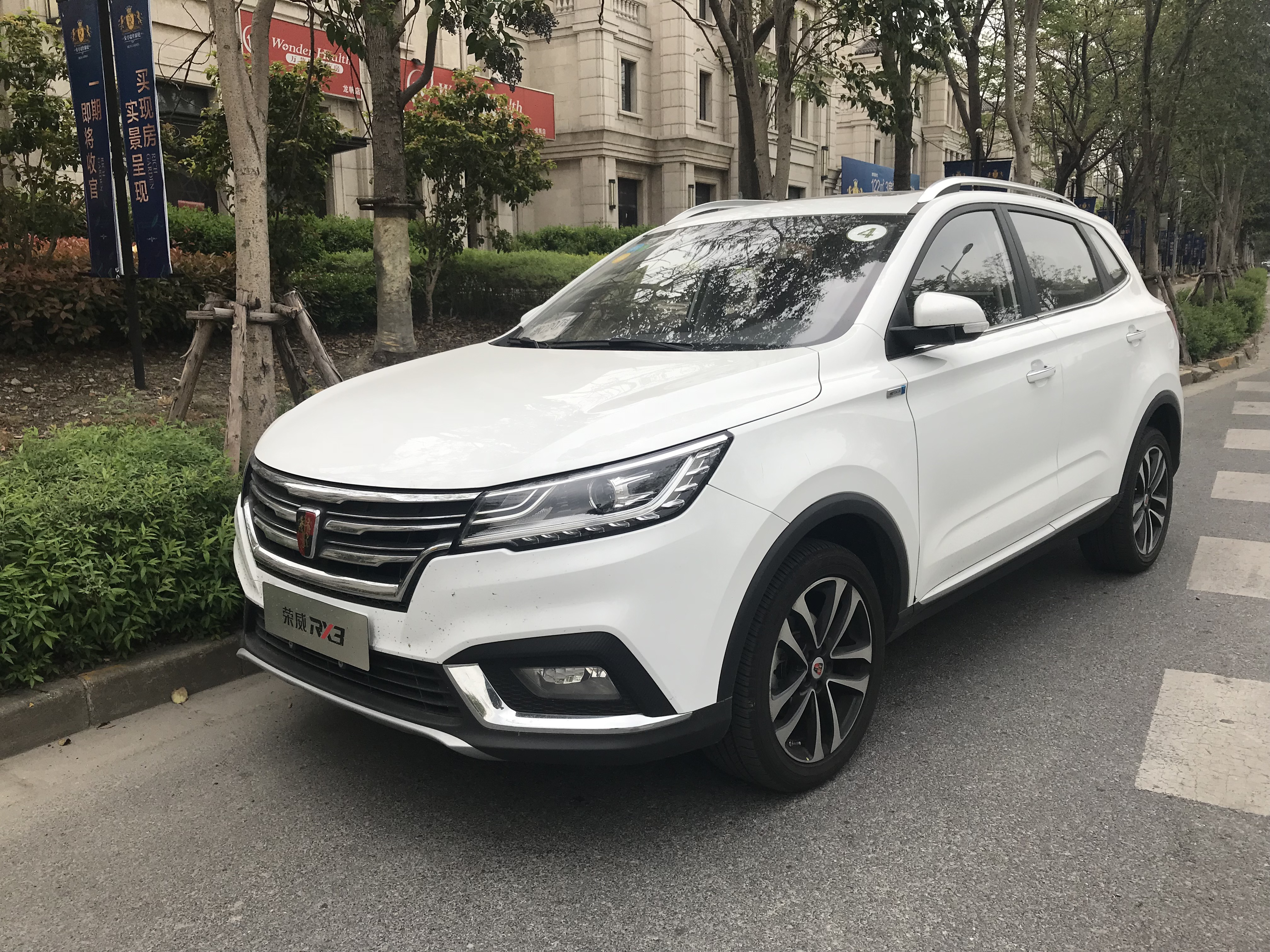
Roewe RX3
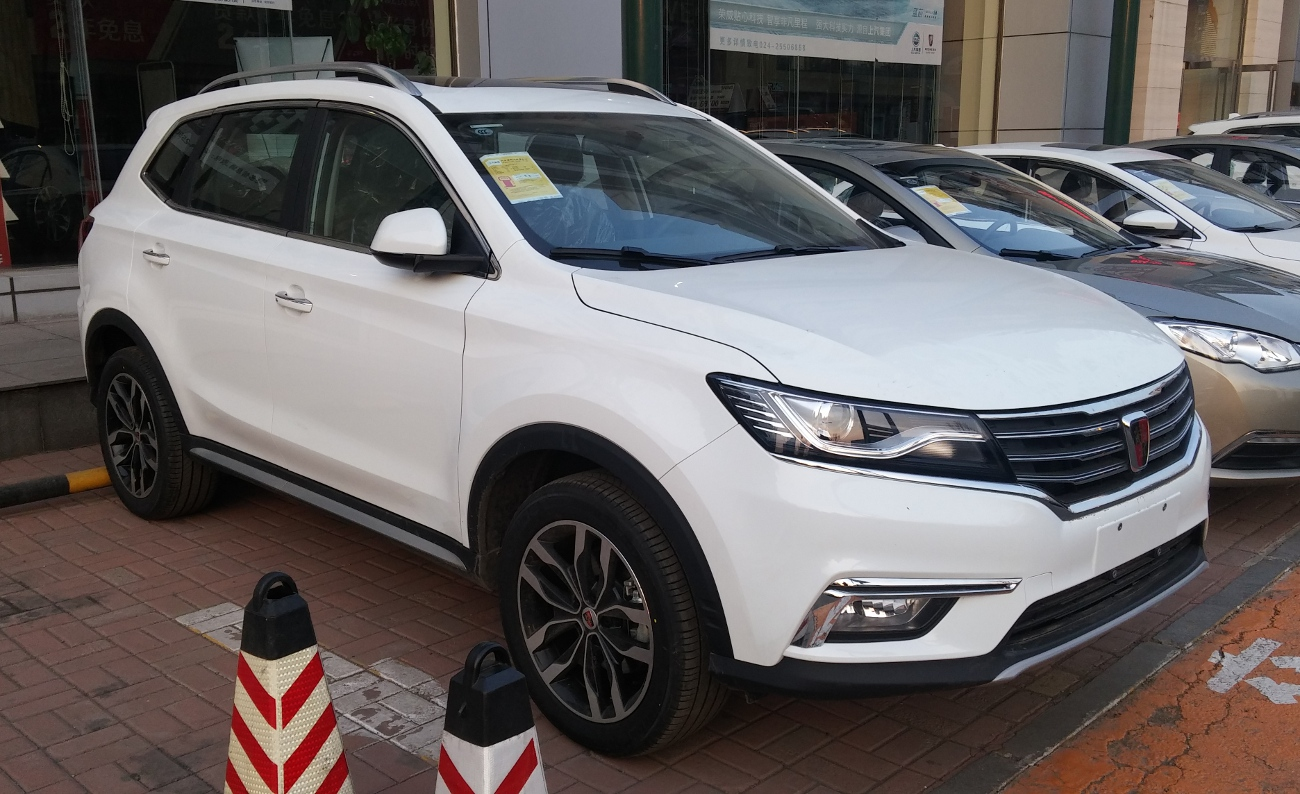
Roewe RX5
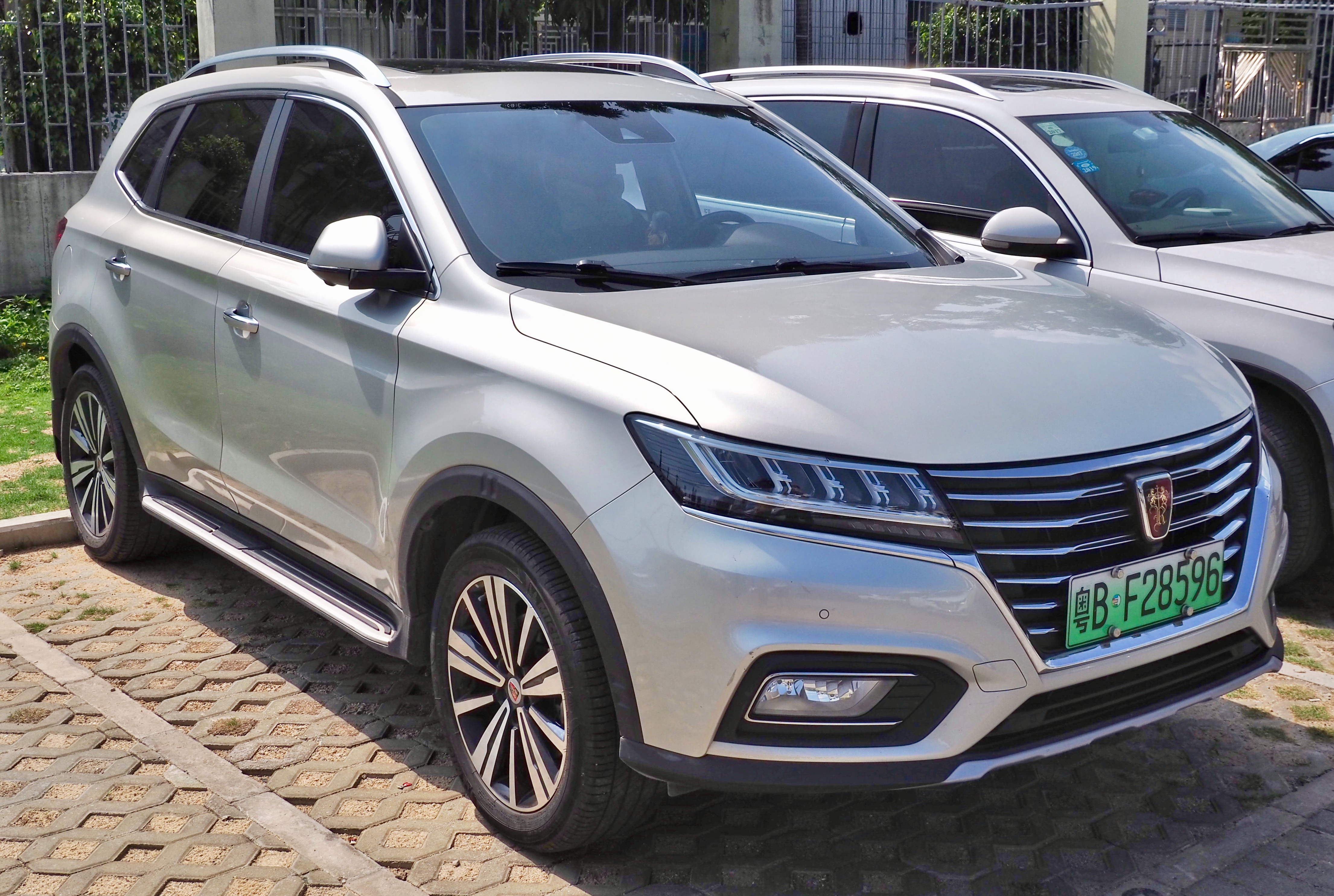
Roewe eRX5
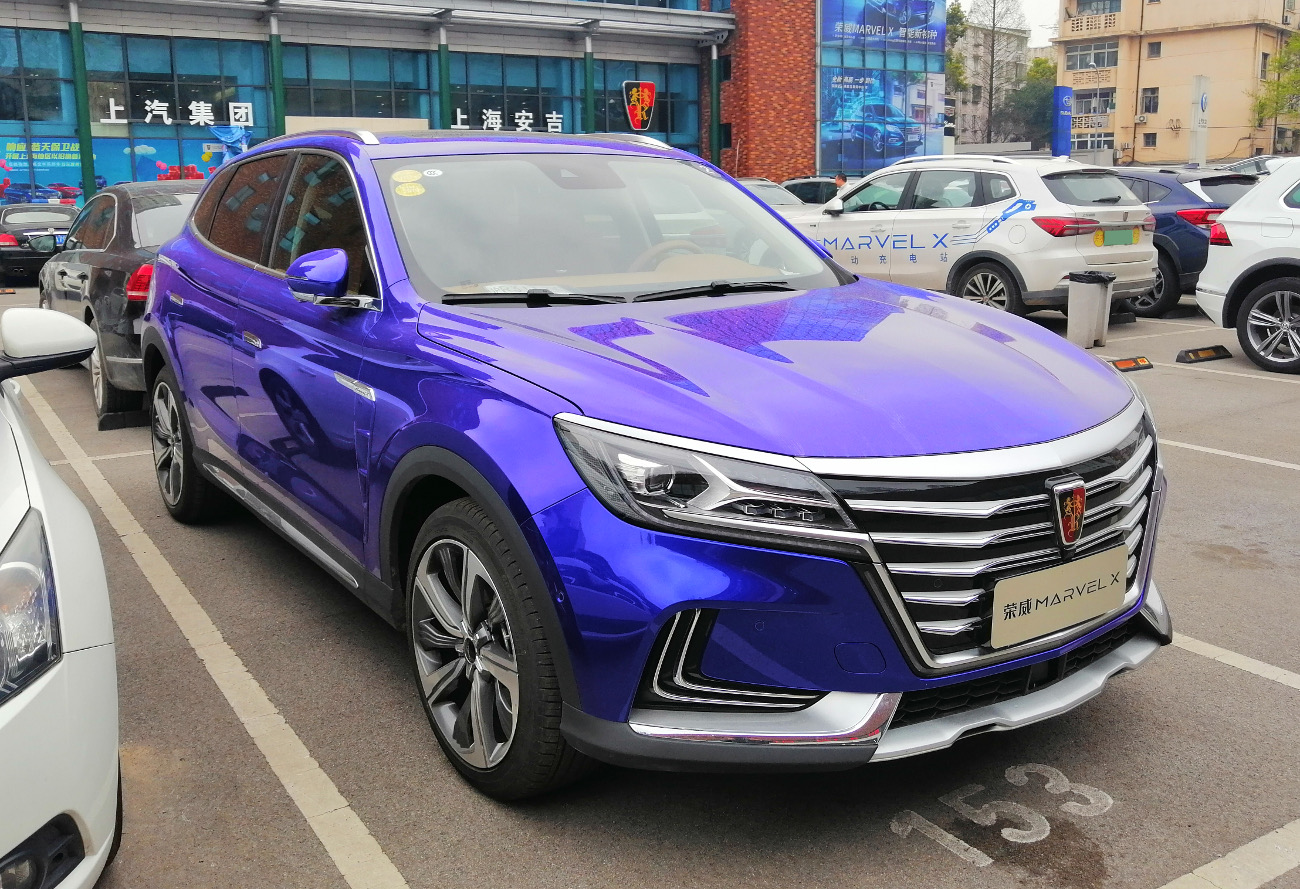
Roewe Marvel X
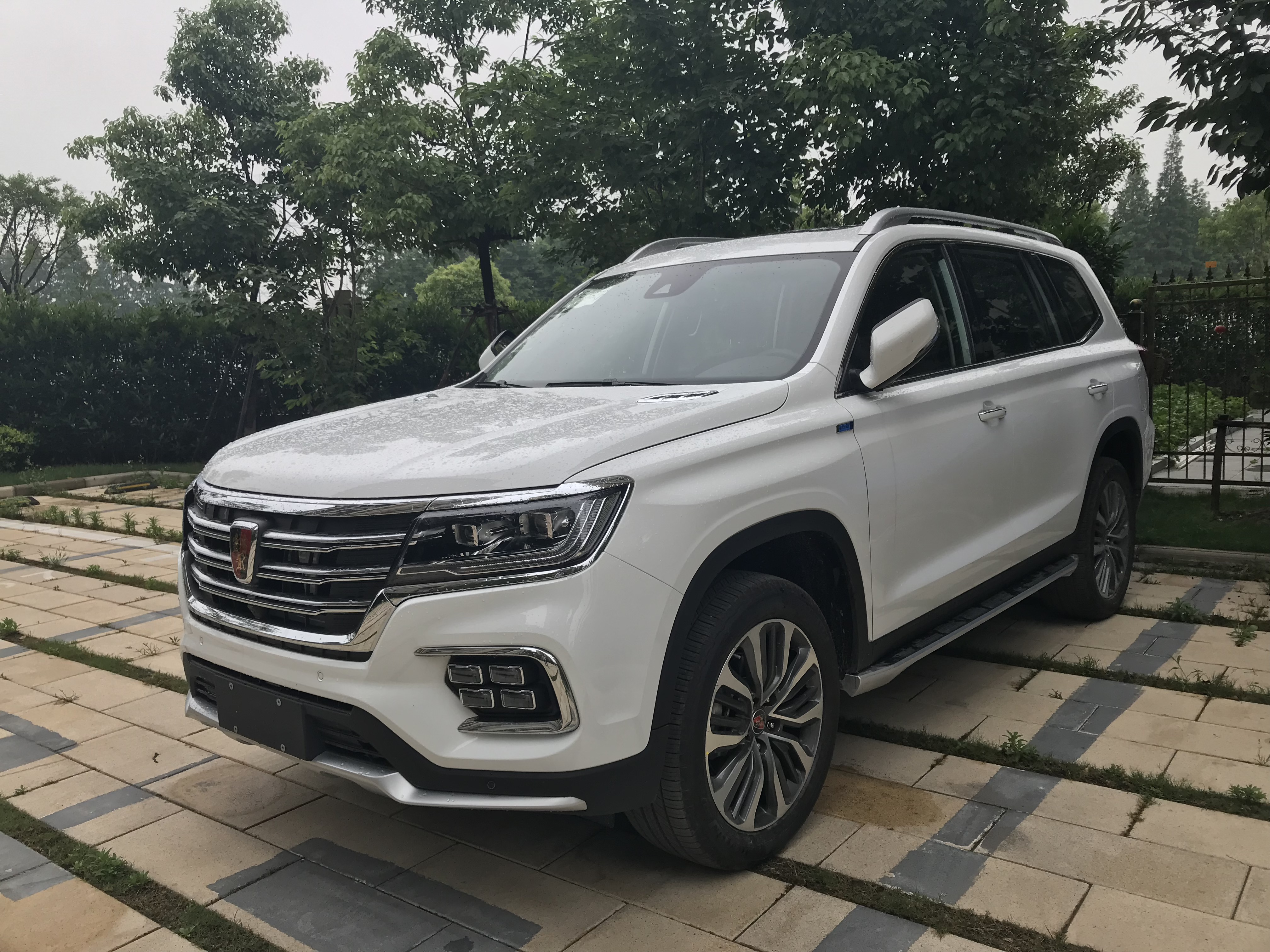
Roewe RX8

Modelos atuais

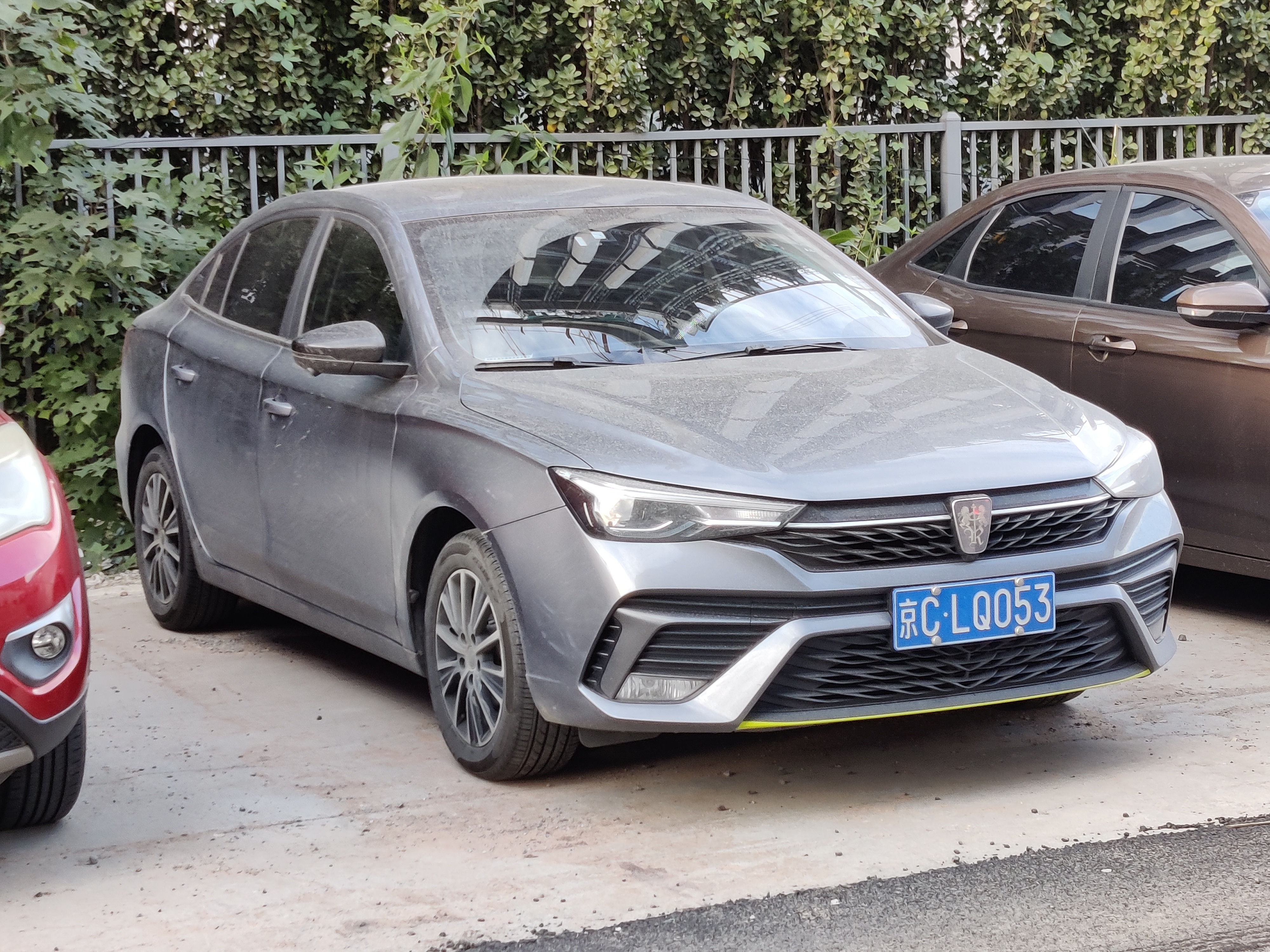
Roewe i5
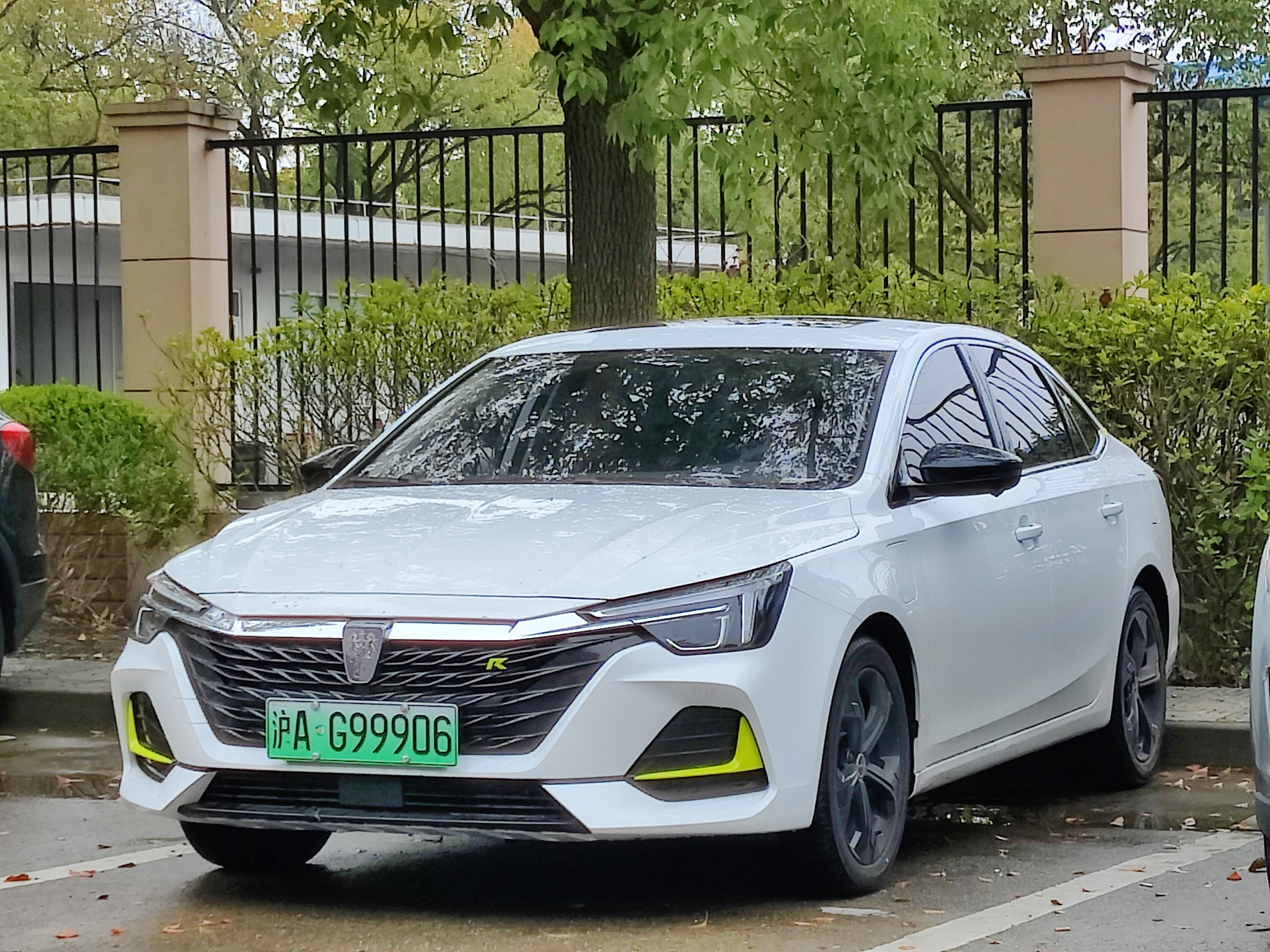
Roewe ei6 Max
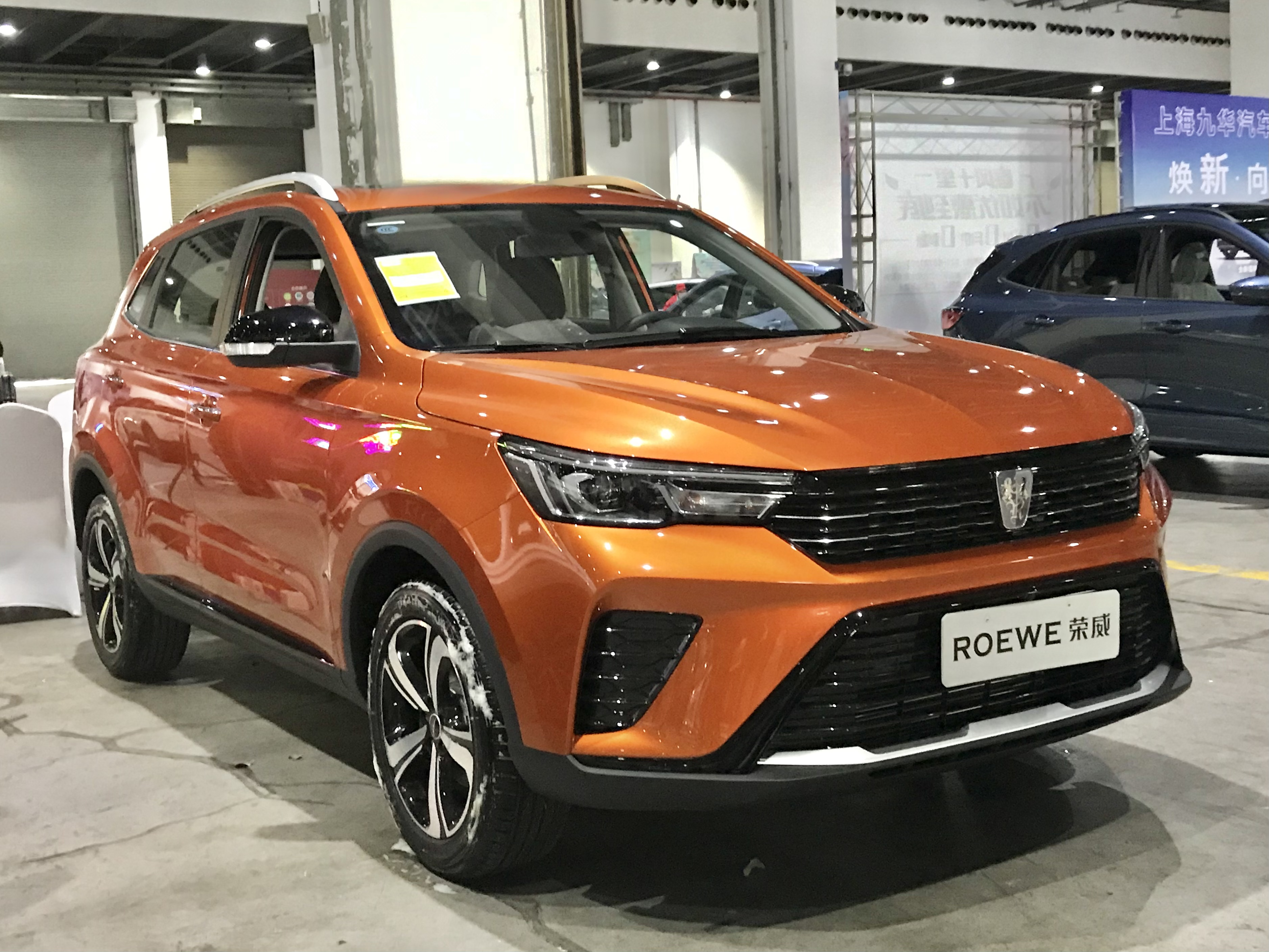
Roewe RX3 Pro
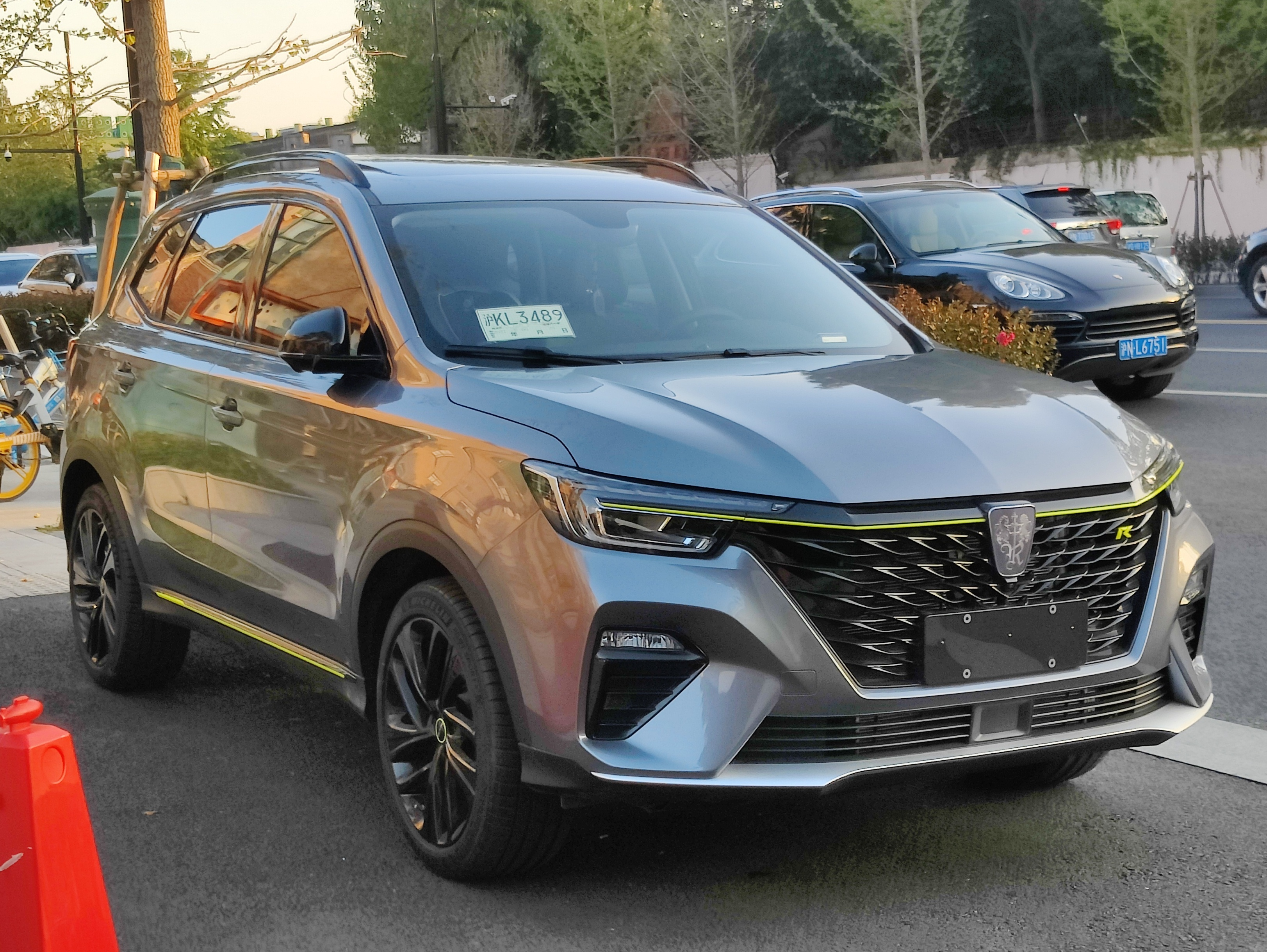
Roewe RX5 ePlus
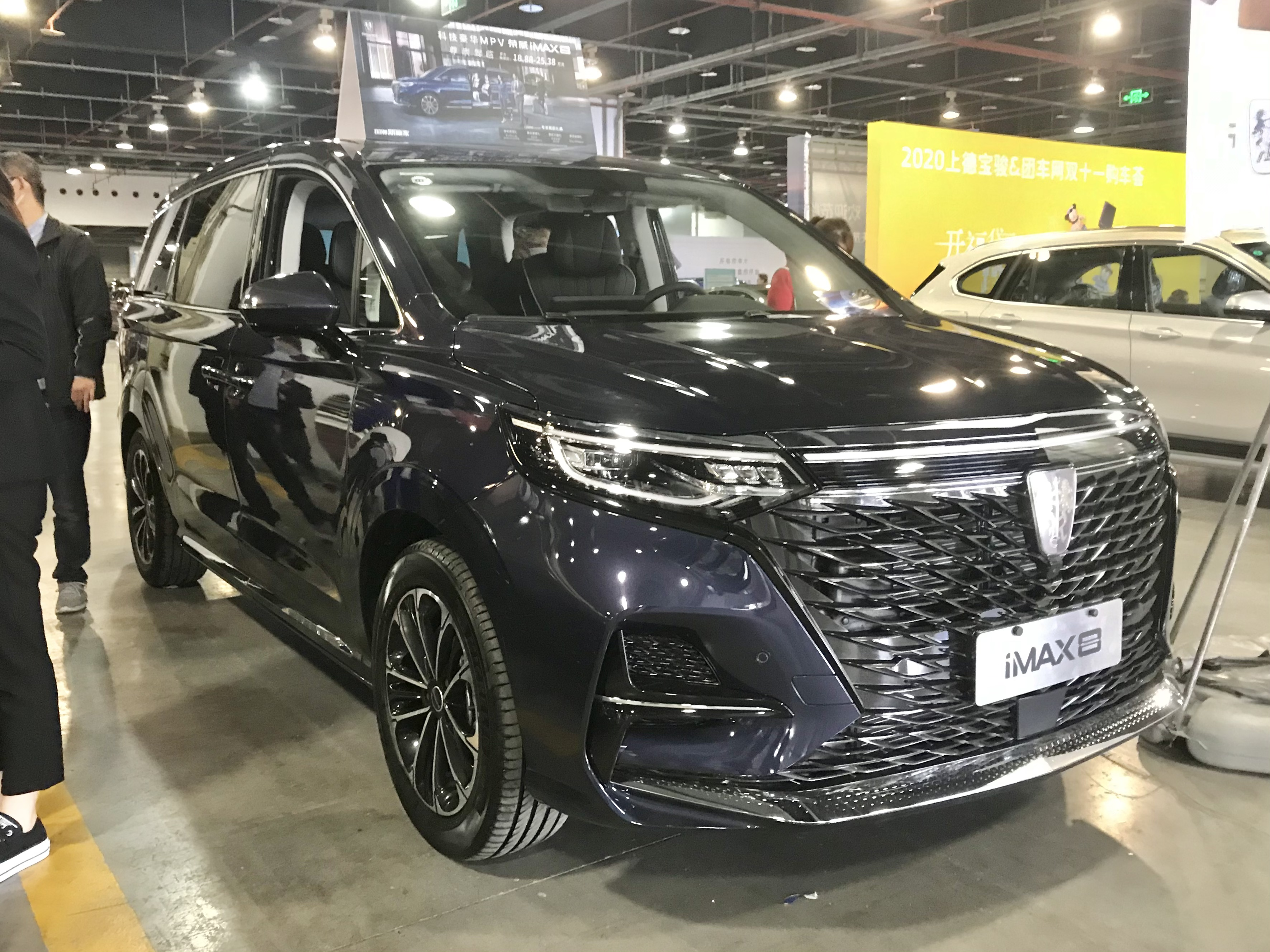
Roewe iMax 8
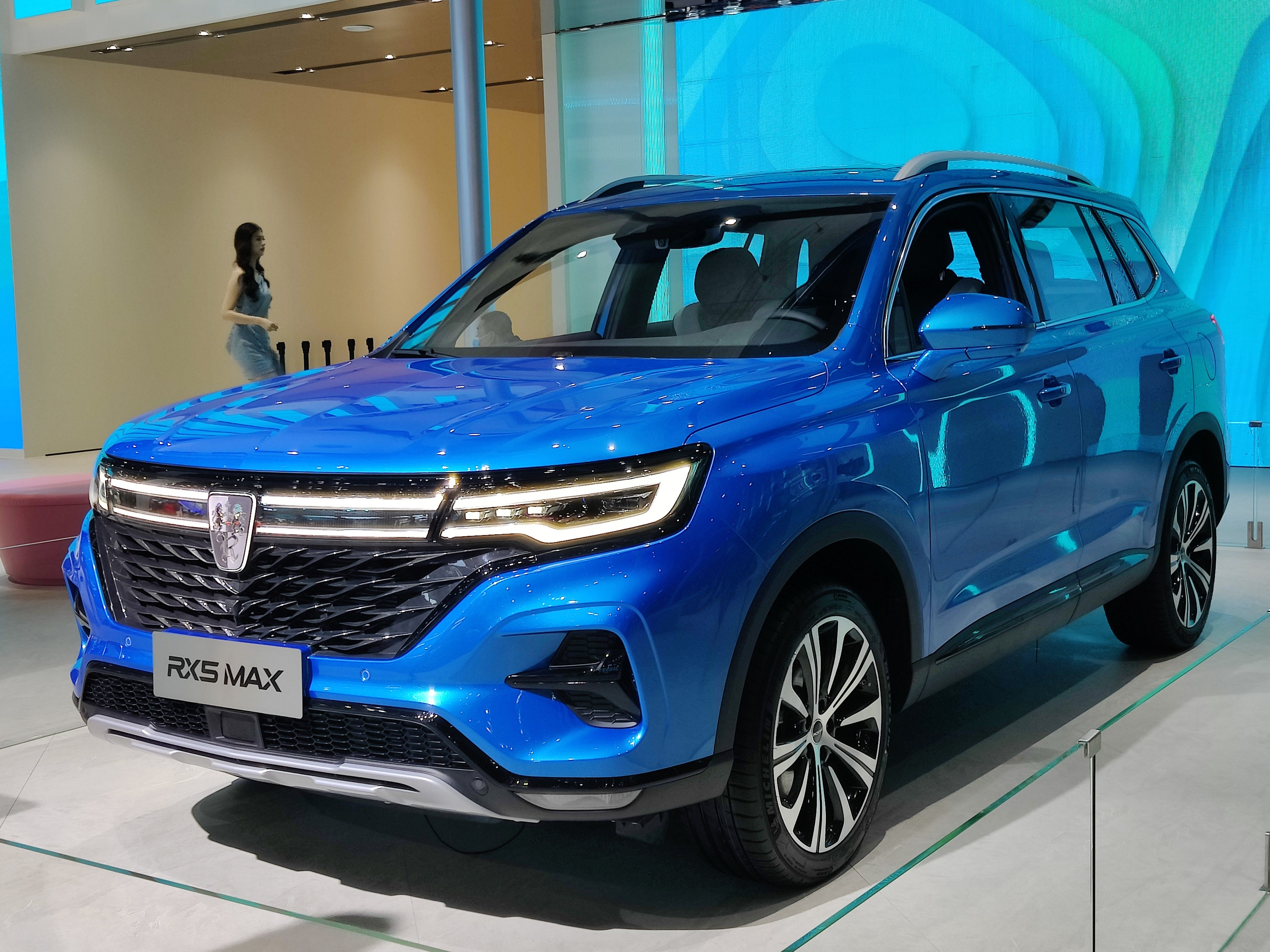
Roewe RX5 Max
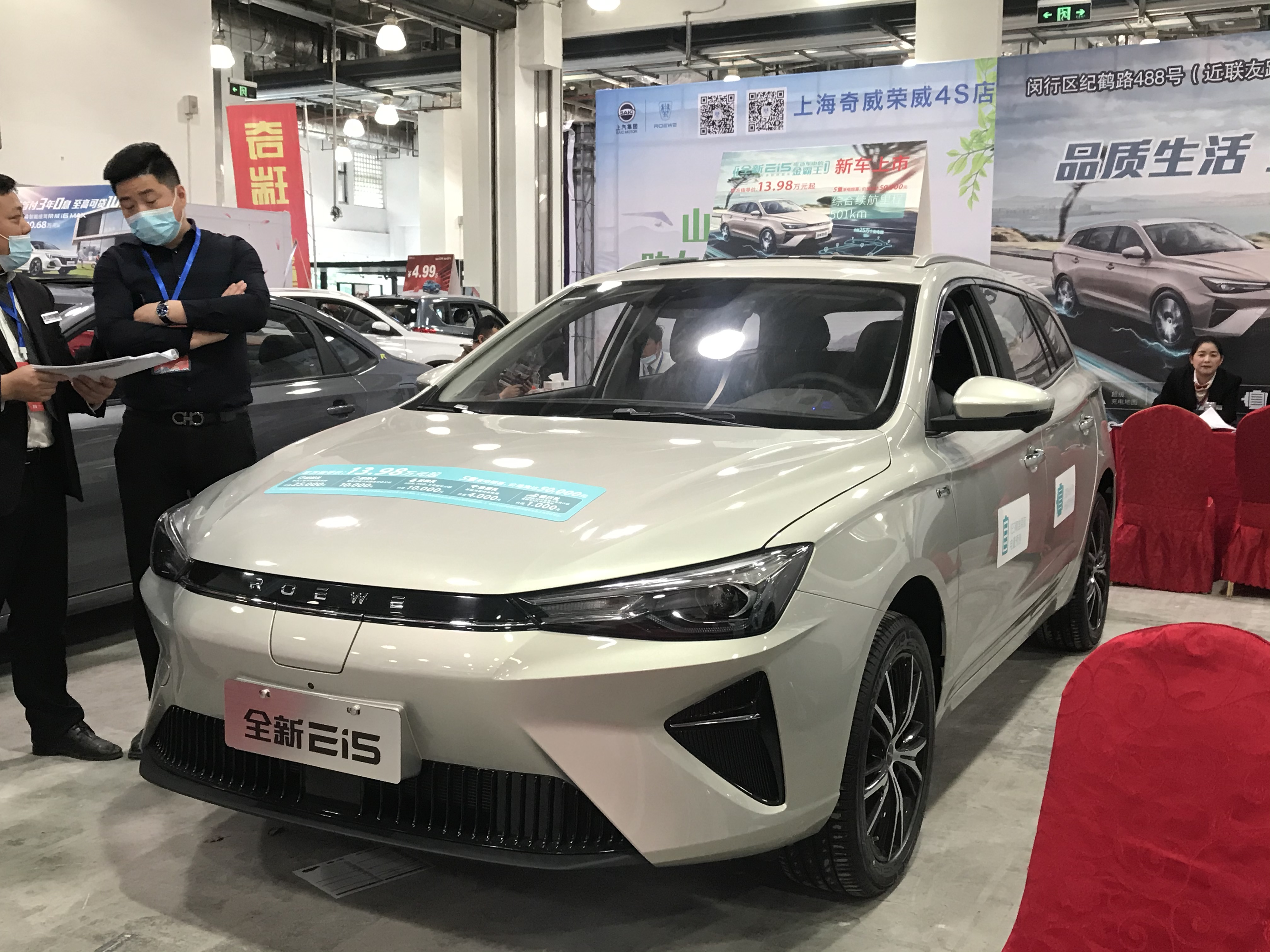
Roewe Ei5
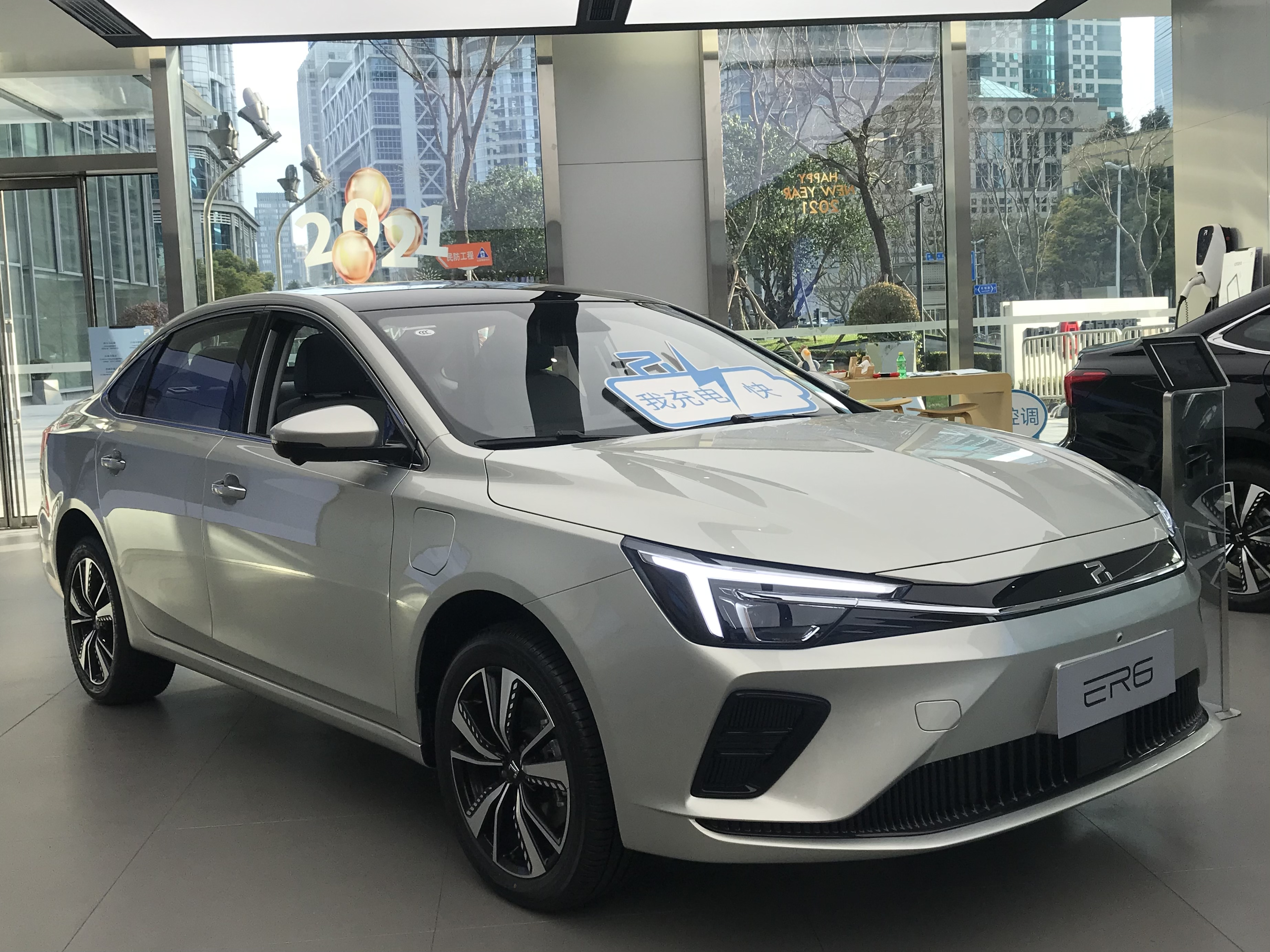
Roewe ER6
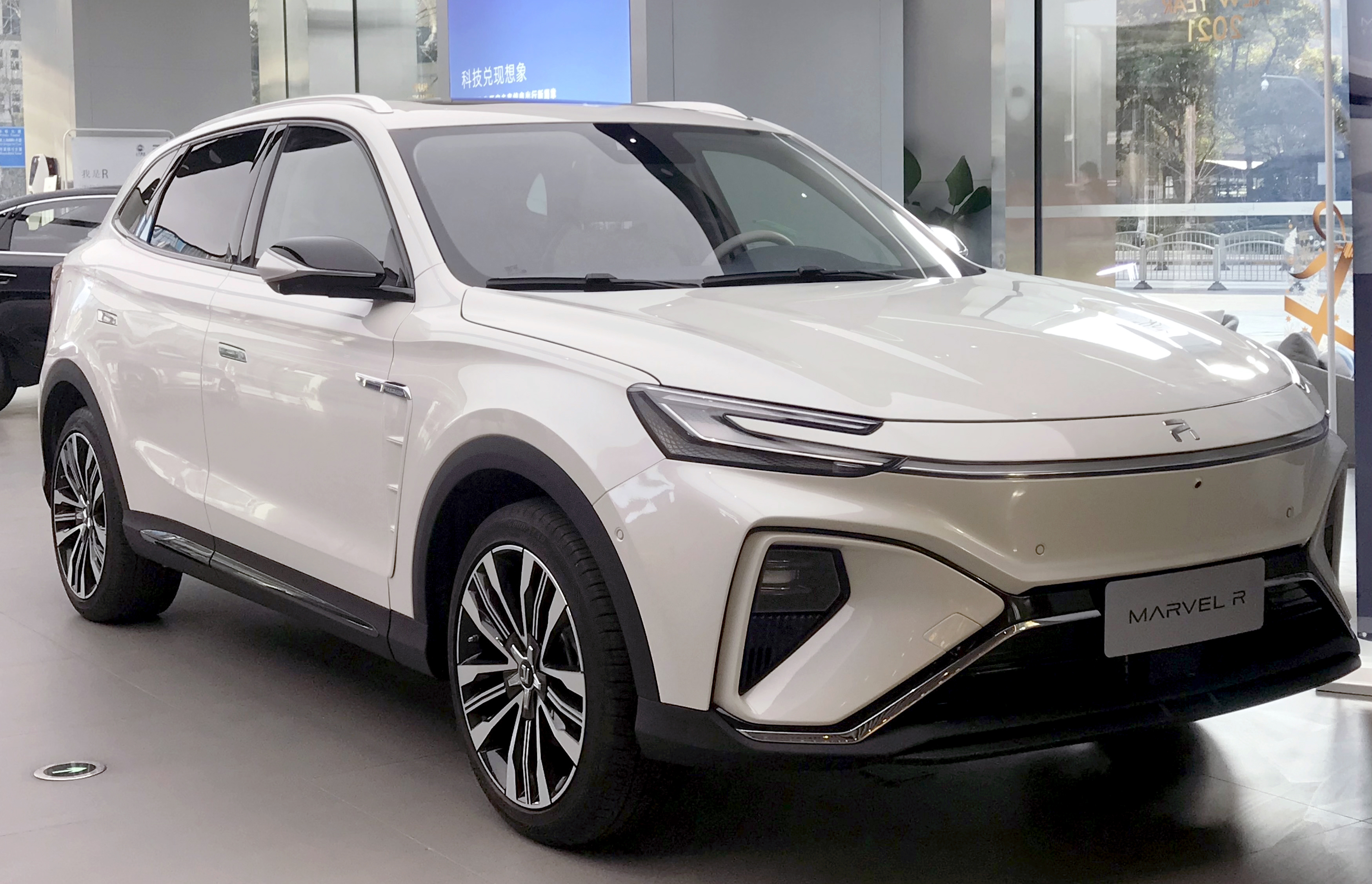
Roewe Marvel R